# Saint-Hélier
Pour l’article homonyme, voir Saint-Hélier (Côte-d'Or) pour la commune française de la Côte-d'Or.
Pour l’article ayant un titre homophone, voir Saint-Hellier pour la commune française de Seine-Maritime.
Saint-Hélier (en jersiais : Saint Hélyi ; en anglais : Saint Helier) est la paroisse la plus peuplée et la capitale de l'île Anglo-Normande de Jersey.
Elle se situe au sud de l'île, à l'est de la baie de Saint-Aubin. La paroisse comprend la plupart de la ville du même nom et un peu de la zone rurale. En langage populaire, la paroisse est couramment appelée la Ville.
La paroisse comptait 33 622 habitants en 2011 et elle a une superficie de 10,6 km2. Elle est jumelée avec un nombre de villes étrangères, y compris la ville de Funchal à Madère, Avranches en Normandie, et Trenton, la capitale du New Jersey, l'état américain qui porte le nom de l'île. La ville est la capitale économique du bailliage. Elle est une place financière globale[pas clair] et un place financière mondiale « off shore », avec un grand nombre d'entreprises de services financiers.
La paroisse a dans ses frontières beaucoup de terreplein. La Collette est le quartier industriel de la ville et se situe entièrement sur la terreplein et le bord de mer de la ville a été prolongé d'une grande distance au littoral naturel.

## Présentation
La paroisse de Saint-Hélier s'étend sur 10,6 km2, soit 9 % de la superficie totale des terres de l'île de Jersey.
Au recensement de la population de 2001, Saint-Hélier comptait 28 310 habitants.

## Divisions administratives
Formellement, Saint-Hélier est l'une des douze paroisses de Jersey. La paroisse contient la majorité de la ville (mais une partie de la ville se trouve à Saint-Sauveur) ainsi que du territoire à caractère rural.
Administrativement, la paroisse est divisée en six vingtaines comme suit :
- la Vingtaine de la Ville ;
  - Canton de Bas de la Vingtaine de la Ville ;
  - Canton de Haut de la Vingtaine de la Ville.
- la Vingtaine du Rouge Bouillon (La Vîngtaine du Rouoge Bouoillon en jersiais) ;
- la Vingtaine de Bas du Mont au Prêtre (La Vîngtaine dé Bas du Mont au Prêtre en jersiais) ;
- la Vingtaine de Haut du Mont au Prêtre (La Vîngtaine dé Haut du Mont au Prêtre en jersiais) ;
- la Vingtaine du Mont à l'Abbé (La Vîngtaine du Mont à l'Abbé en jersiais) ;
- la Vingtaine du Mont Cochon (La Vîngtaine du Mont Couochon en jersiais).

La paroisse est divisée en trois circonscriptions électorales :
- no 1 (Vingtaine de la Ville) - Trois députés élus.
- no 2 (Vingtaine de Bas du Mont au Prêtre, Vingtaine de Haut du Mont au Prêtre) - Trois députés élus.
- no 3 (Vingtaine du Rouge Bouillon, Vingtaine du Mont à l'Abbé, Vingtaine du Mont Cochon) - Quatre députés élus.

Saint-Hélier possède donc onze voix (ses dix députés et son connétable) aux États de Jersey. Le Recteur de Saint-Hélier, étant en même temps Doyen de Jersey, siège également aux États, mais n'a pas de droit de vote. Cependant le Recteur siège et vote au Comité des Chemins de la paroisse et préside lors des Assemblées ecclésiastiques.
Le réseau routier de Jersey permet de desservir l'ensemble des paroisses de l'île.

## Histoire
Le site néolithique de Ville-ès-Nouaux, situé à l'ouest de la ville de Saint-Hélier, comprend deux monuments mégalithiques, un dolmen et un ciste recouvert d'une dalle formant dolmen et entouré par un cercle de pierres dénommé « La Première Tour » (en jersiais : La Preunmié Tou de Saint Hélyi).
Une habitation humaine était présente à l'époque gallo-romaine.
La paroisse tire son nom du saint évangélisateur de Jersey, Hélier, qui y fut martyrisé au VIe siècle. Elle fut fondée autour d'un ermitage fondé par Hélier († 555), envoyé en ce lieu, avec un compagnon, Romard, par saint Marcouf, et, qui est aujourd'hui accessible à marée basse. Un pèlerinage pour saint Hélier, se déroule chaque année vers l'Ermitage. L'église paroissiale de Saint-Hélier est consacré à ce saint patron de l'île de Jersey.
En 1155, une abbaye, filiale de l'abbaye du Vœu à Cherbourg, et qui dépendait du siège épiscopal de Coutances, fut fondée sur l'Islet à proximité de l'ermitage. Par la suite, l'abbaye fut défendue dès le XIIIe siècle, par la construction du château de Mont-Orgueil. Par la suite, d'autres forts viendront compléter le dispositif de défense de Saint-Hélier, notamment le château Elizabeth qui occupe l'emplacement de l'ancienne abbaye et dont il ne subsiste qu'un seul vestige l'Hermitage, le fort Saint-Aubin et le fort Régent.
Au cours du XVIIIe siècle, le roi George II aide financièrement à la construction d'un port à Saint-Hélier.
Durant la Seconde Guerre mondiale, l'île de Jersey comme celles de Guernesey, de Sercq et d'Aurigny, furent occupées par les troupes allemandes. Les îles Anglo-Normandes ne furent libérées que le 9 mai 1945, le lendemain de la capitulation allemande.

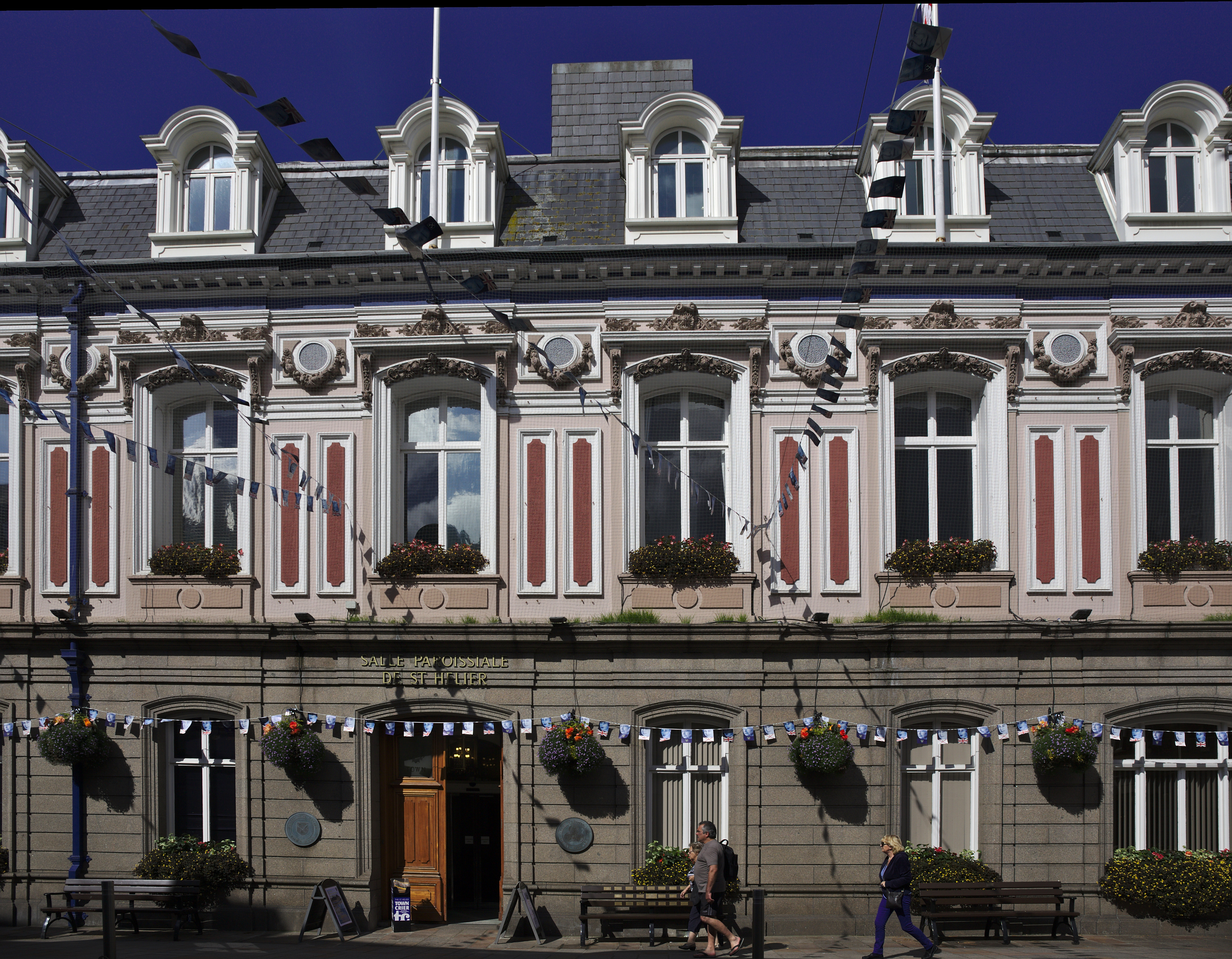
La salle paroissiale de Saint-Hélier (mairie).
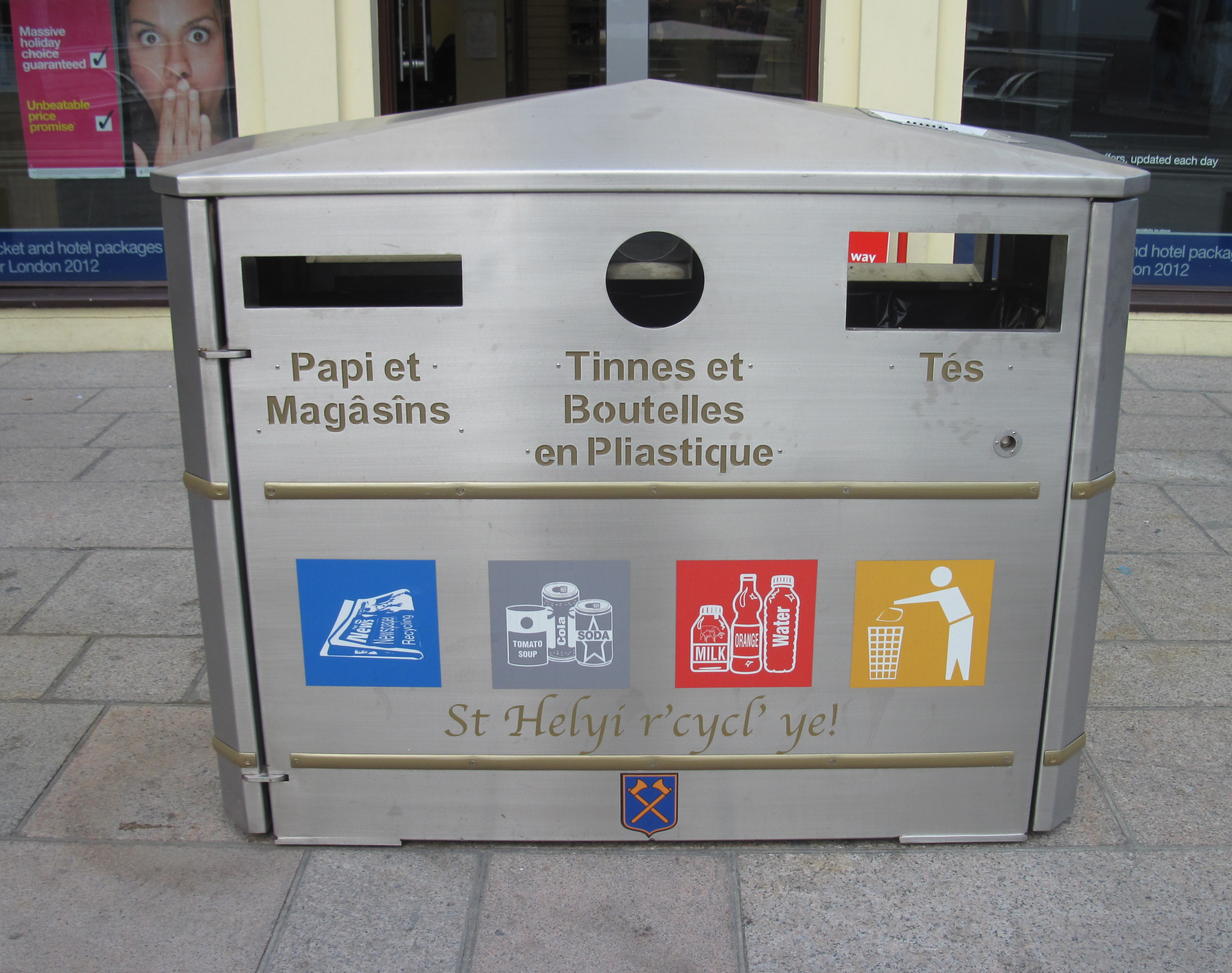
Collecteur pour le recyclage en langue jersiaise.
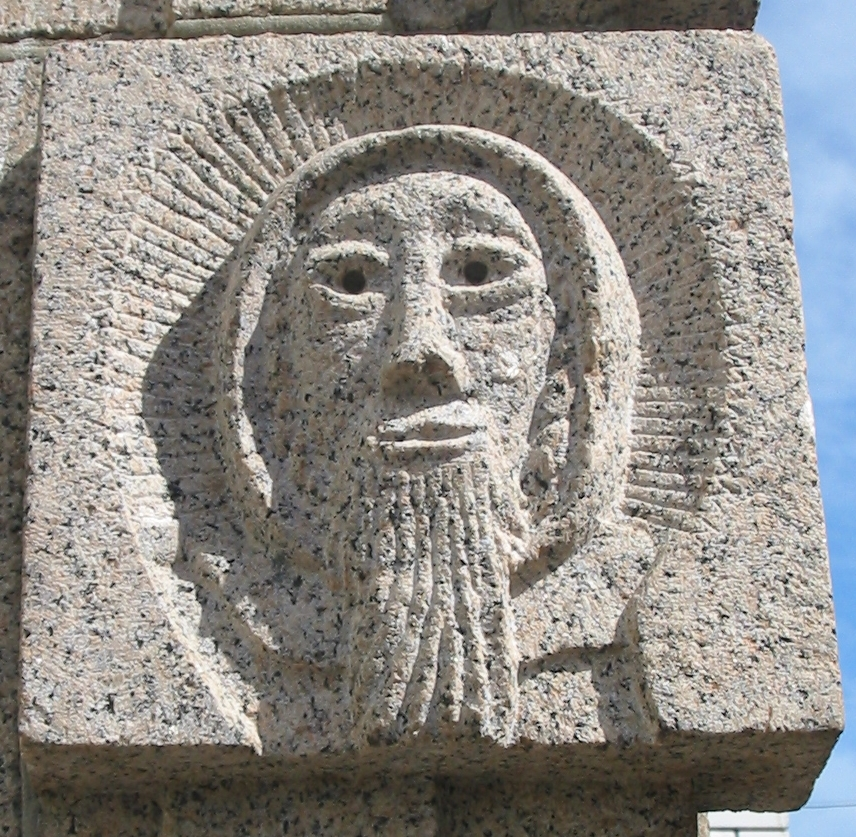
Sculpture de Saint Hélier.
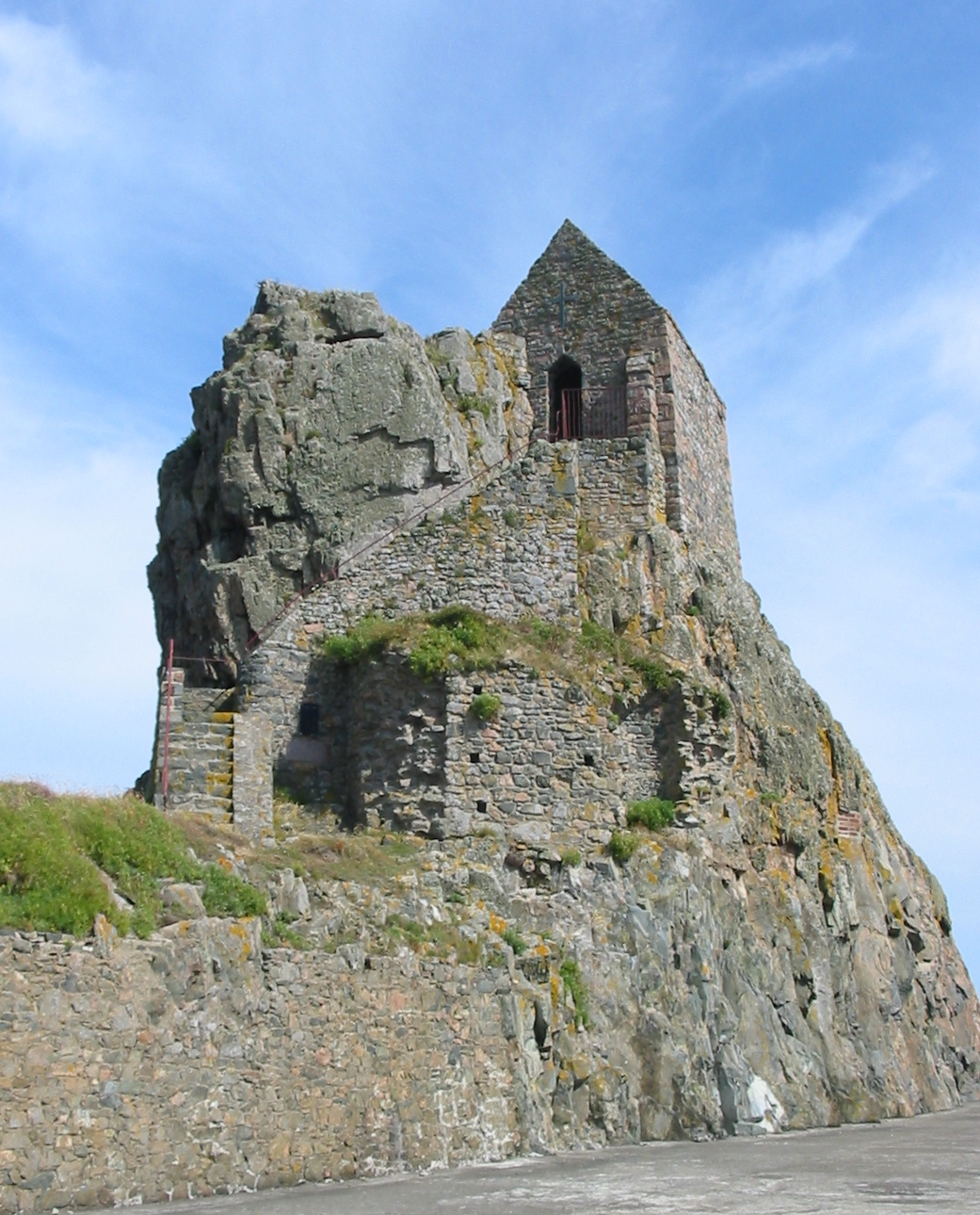
L'ermitage de Saint-Hélier.
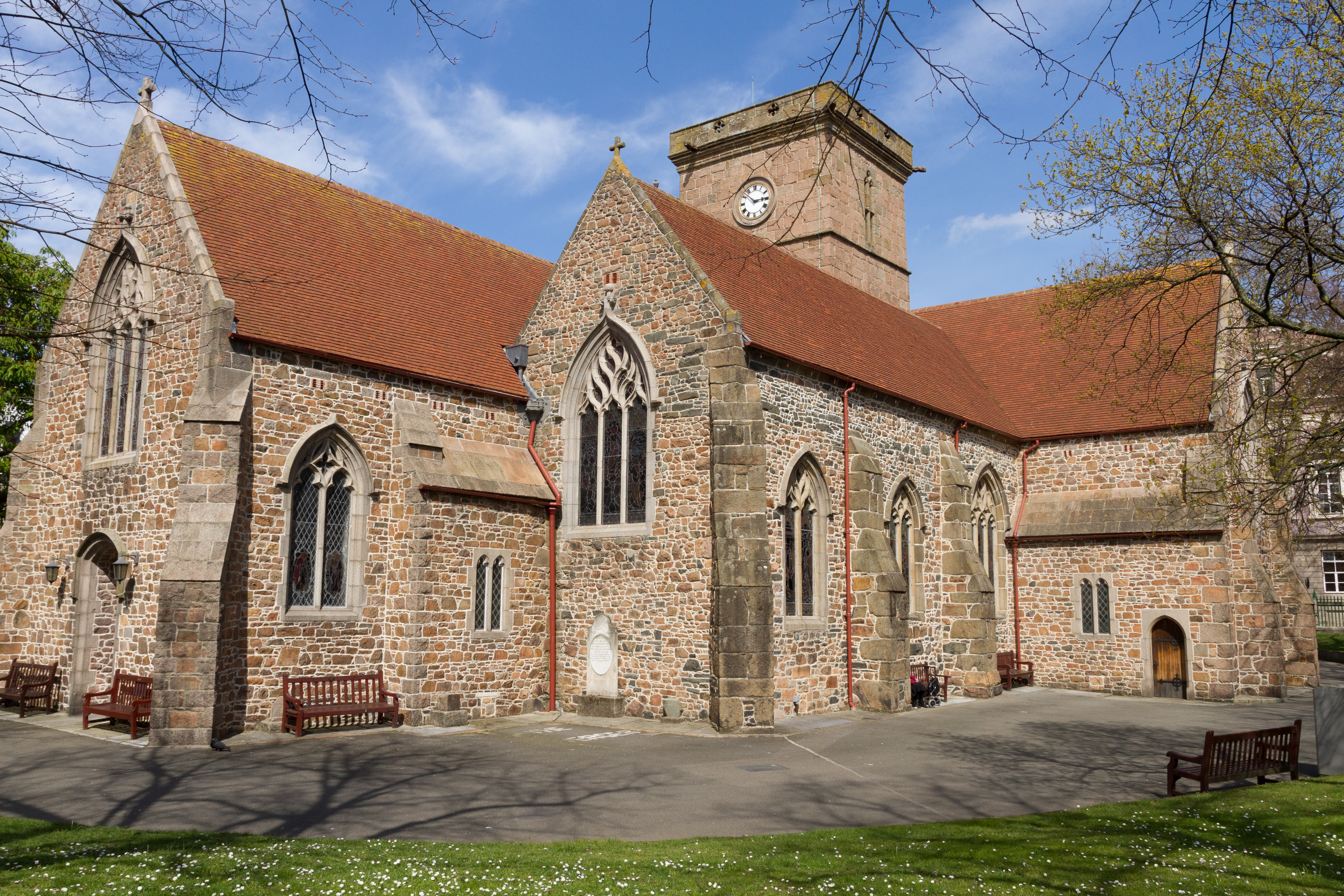
L'église paroissiale de Saint-Hélier.
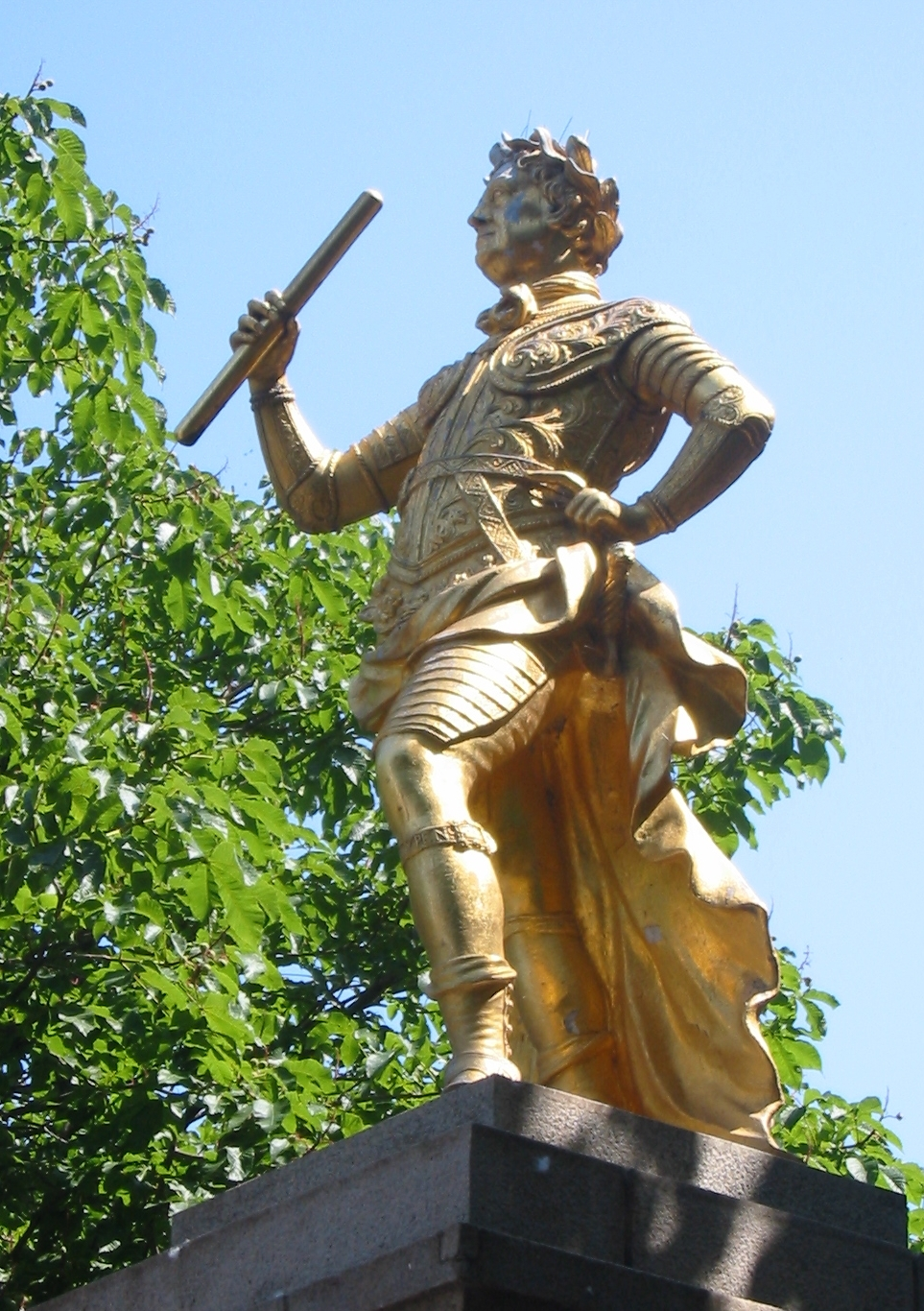
Statue du roi George II (1751) sur la place du Vieux marché (Lé Vièr Marchi).
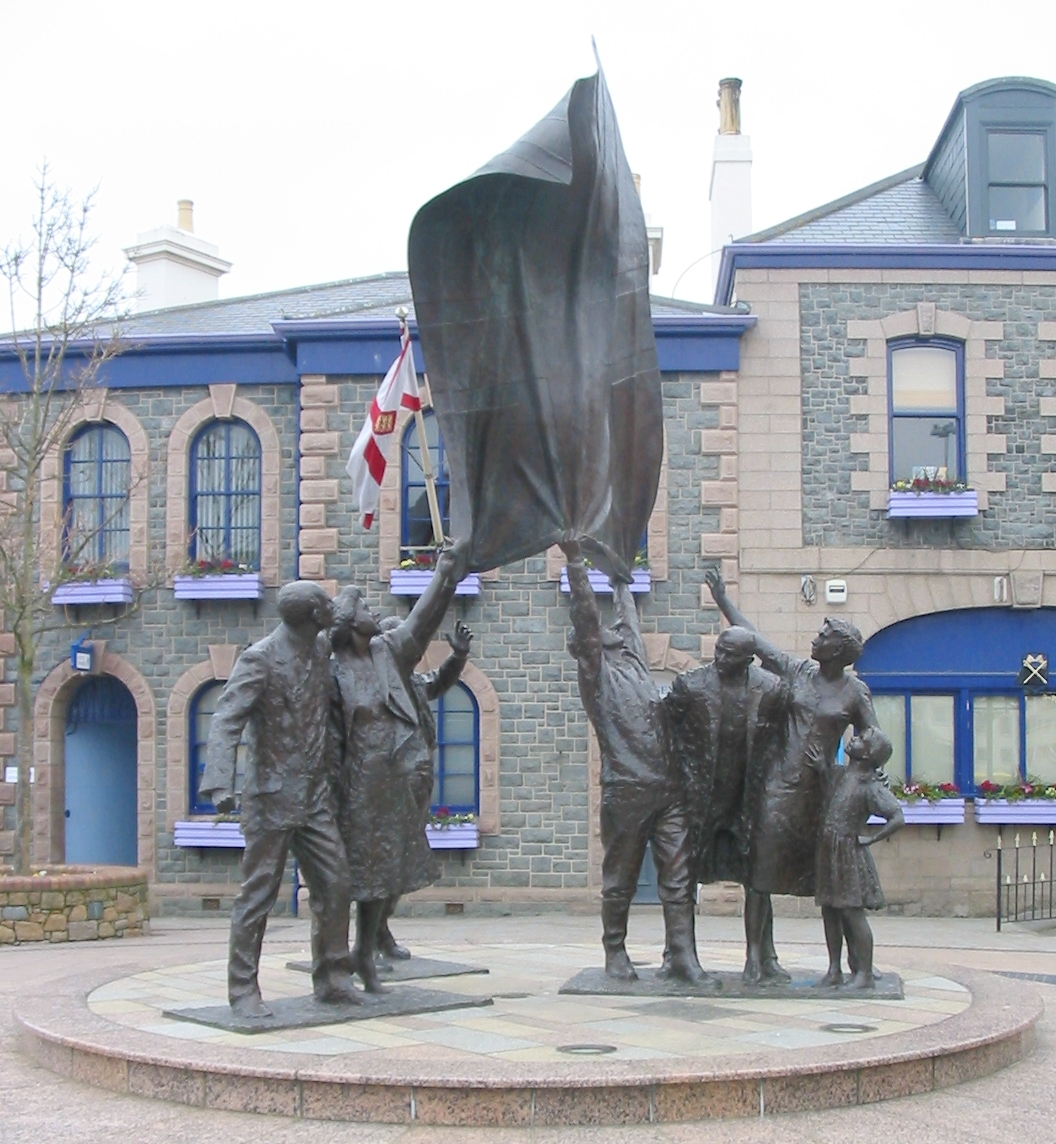
Statue de la Libération (1995) de Saint-Hélier et de Jersey en 1945.

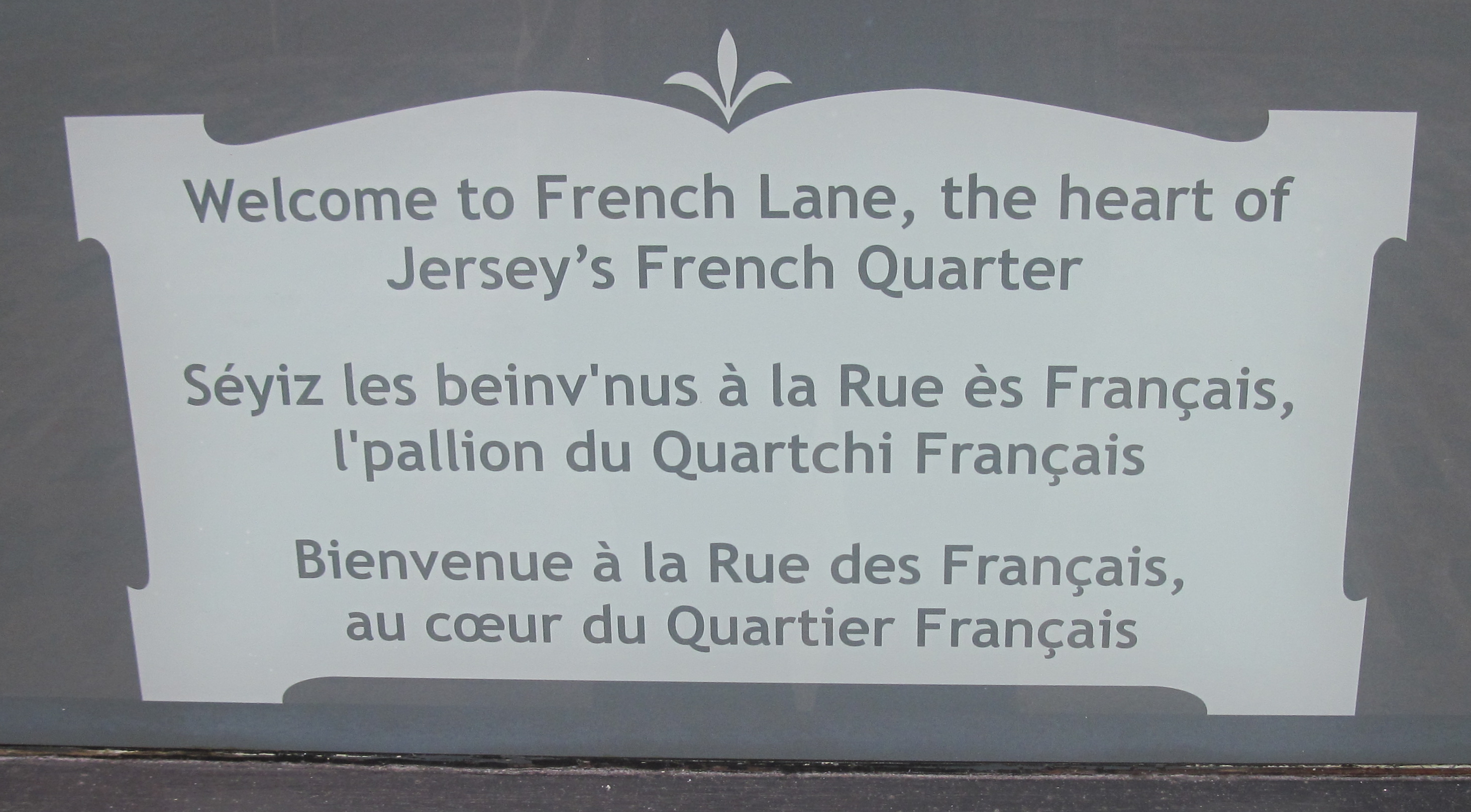
Panneau signalant le quartier français de Saint-Hélier en trois langues (anglais, jersiais et français).
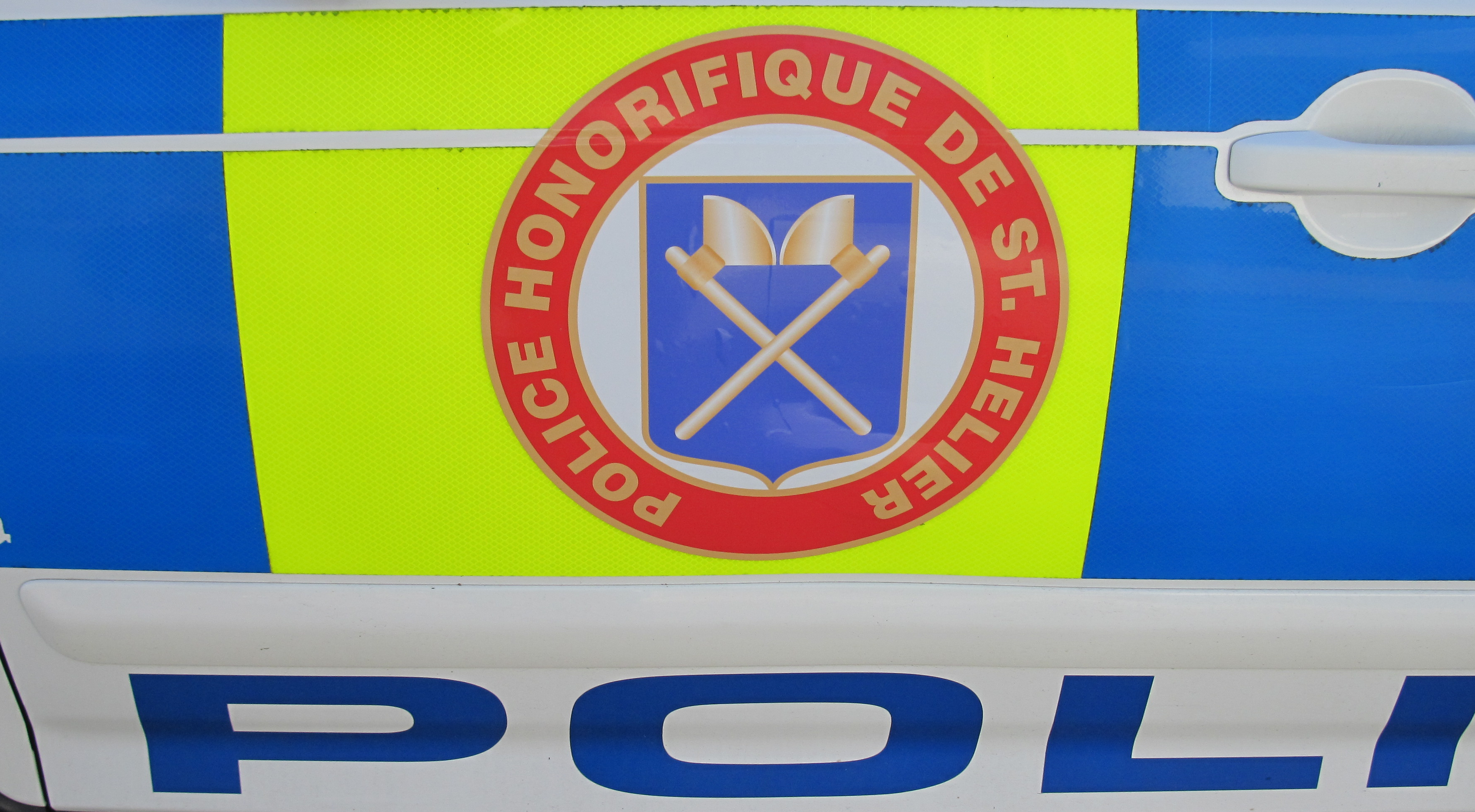
Les véhicules de la Police honorifique de la paroisse portent le blason paroissial et l'inscription Paroisse de St. Hélier.
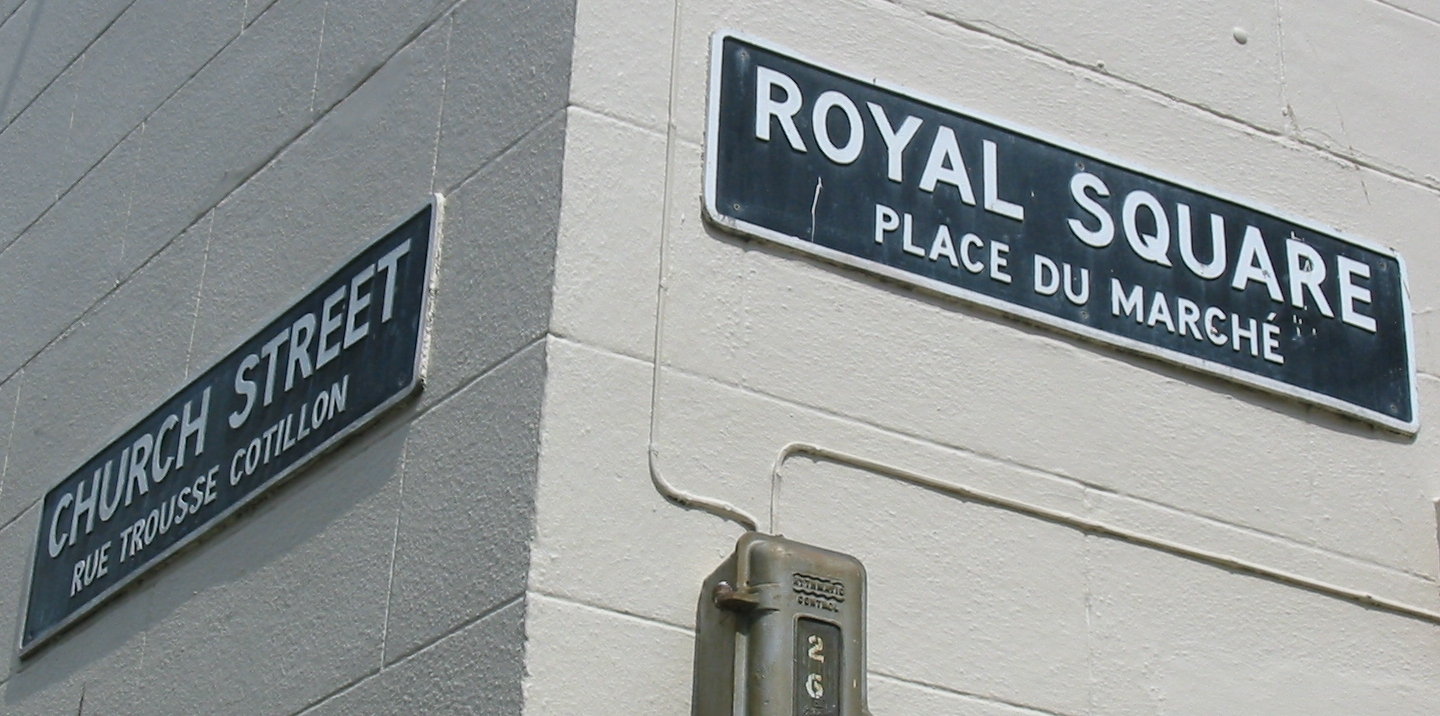
Signalétique bilingue des rues de la Ville.
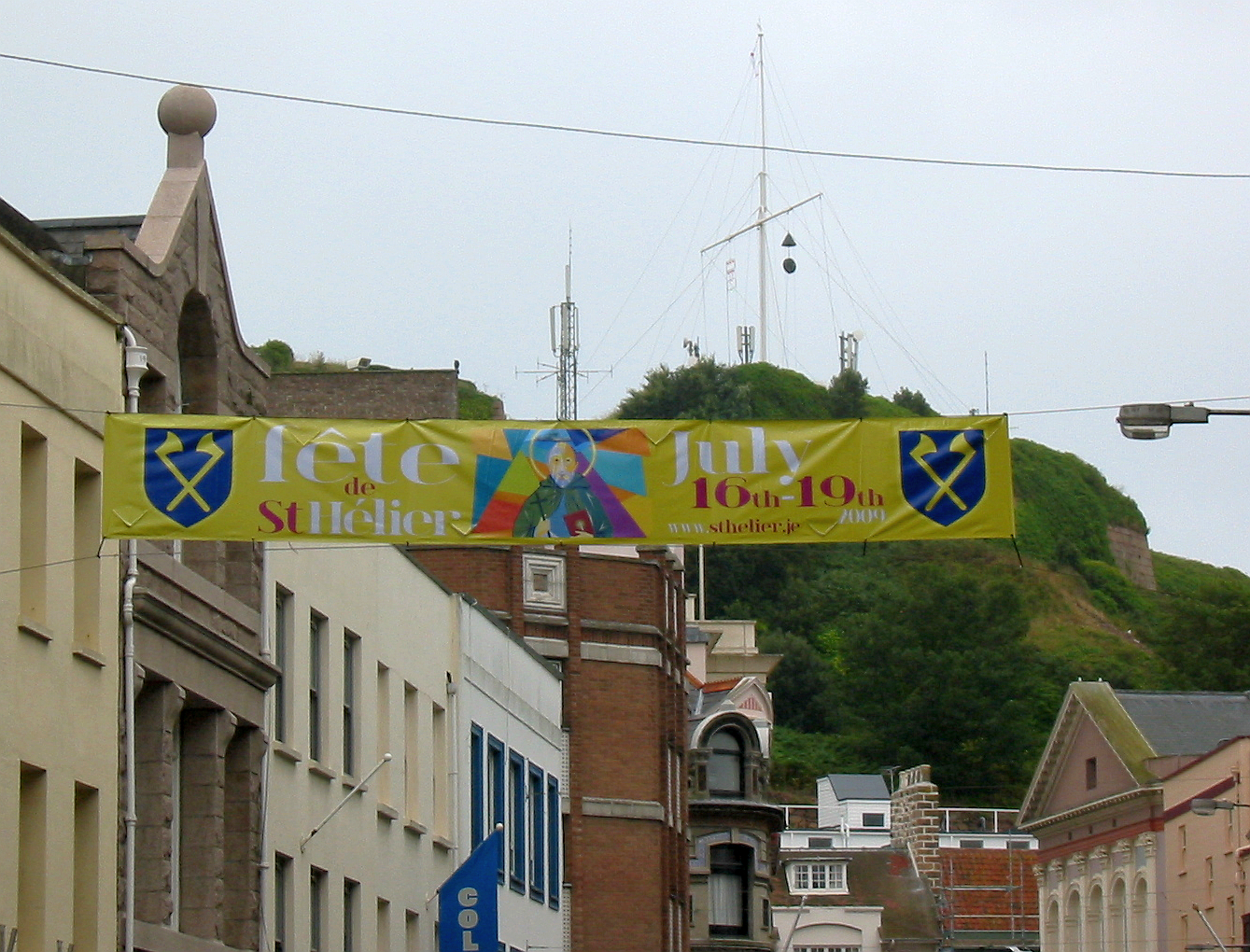
Bannière officielle pour la fête de Saint-Hélier.
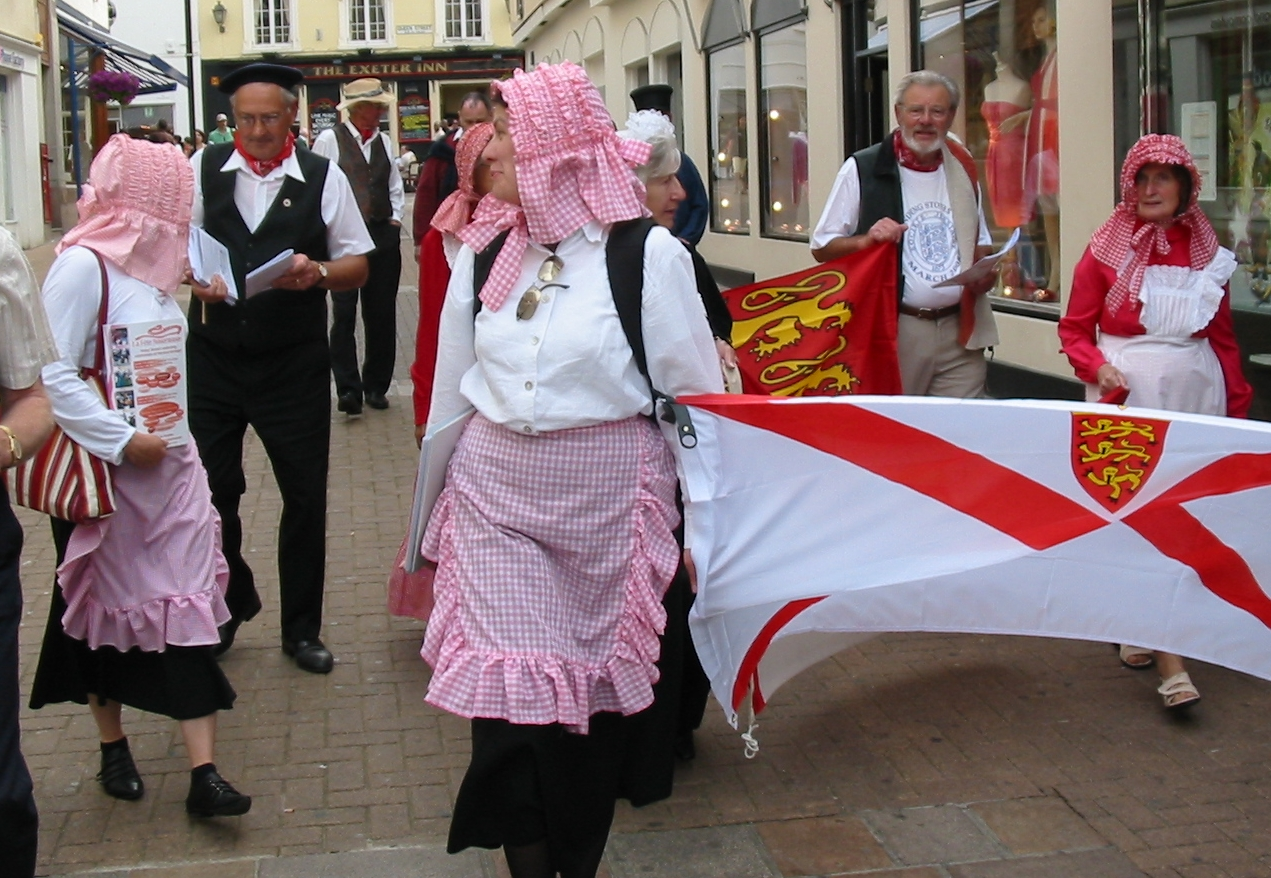
Fête normande à Saint-Hélier (fête Nouormande des Rouaisouns).
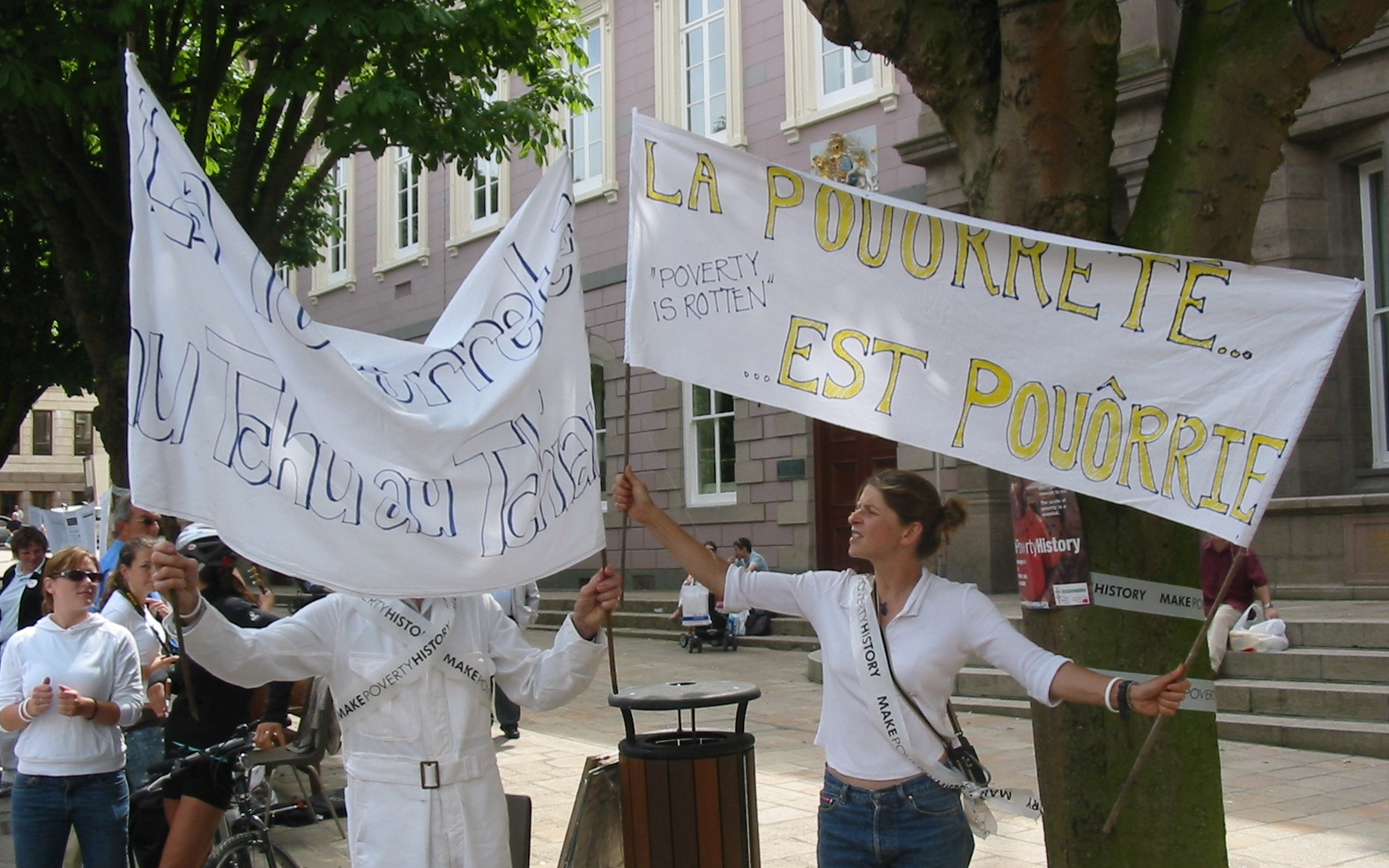
Banderoles en jersiais à Saint-Hélier en 2005 : « La pauvreté est pourrie ».
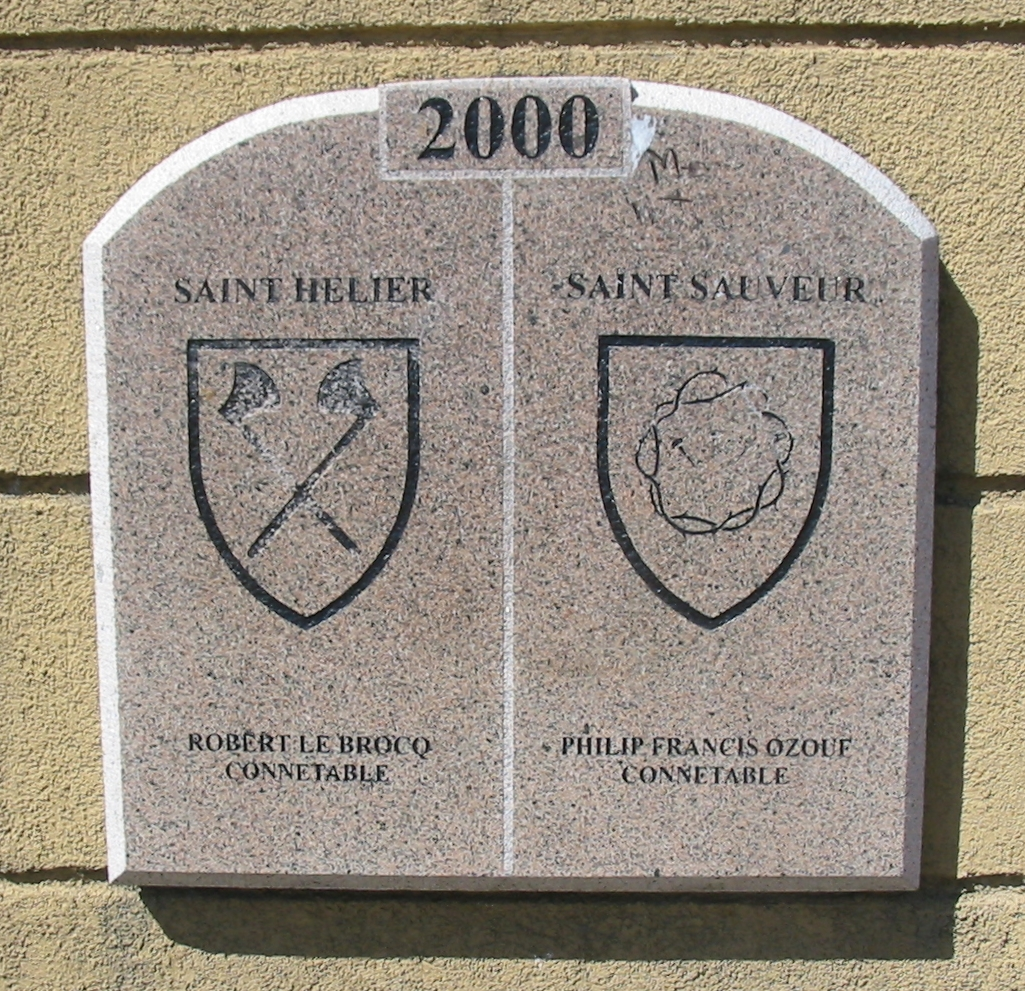
Limite paroissiale entre Saint Hélier et Saint-Sauveur.

## Personnalités liées à la commune
- Jack Francis Needham (1842-1924), officier, linguiste et explorateur, né à Saint-Hélier.
- James McCarthy (1853-1919), explorateur et cartographe, y est mort.
- Claude Cahun, écrivain et photographe
- Graeme Le Saux, footballeur international
- Henry Cavill, acteur

## Jumelages
| Ville | Ville        | Pays | Pays      | Période                |
| ----- | ------------ | ---- | --------- | ---------------------- |
|       | Avranches    |      | France    | depuis le 23 juin 1982 |
|       | Bad Wurzach, |      | Allemagne | depuis 2002            |
|       | Funchal      |      | Portugal  | depuis avril 2008      |